# 詰み
詰み（つみ）とは、チャトランガ系統のボードゲーム用語の一つである。一方の最重要駒（玉将・キングなど）が、相手の駒により完全に捕獲が確定された状態を指す。ゲームの最終目標であり、いずれかのプレイヤーがこの状態になった時に勝敗が決する。チェスの場合はチェックメイト（英語: Checkmate、ペルシア語: شاه مات - Shāh Māt）とも呼ばれている。
その他、ロールプレイングゲーム等で進行が不可能な状態になった時のことも指す（これについては「ハマり」とも呼ばれる）。
本稿では、主に将棋とチェスの詰み（チェックメイト）の状態について解説する。

## 概説
将棋の王手にもチェスのチェックにも、様々な形（局面）が存在する。無数にある王手（チェック）の中で絶対に次の手では回避する事ができない形が存在しており、その状態を詰み（チェックメイト）と呼んでいる。つまり「詰み」とはこうした形の一つであり、その中で最も厳しい物を指している。
将棋でもチェスでも、以下の3つの事象のいずれかに当てはまった時点で勝敗が確定する。
- 自らの玉将（キング）が詰みの形に陥り、対局続行不可能となる。
- 投了の意思表示を行い、自らの負けを認める。
- 持ち時間が設定されている対局で、持ち時間を全て消費して切れ負けとなる。

この3つの事象のいずれかによって、敵の玉将（キング）を詰めた側の勝ち（詰まされた側の負け）となり、玉将（キング）を取る行為そのものまで行われることはない。将棋においては反則手（非合法手）を指した場合も含めており、チェスでは負けとはならず直前の局面からのやり直しとなる。
詰みの形は多種多様で、複雑なものも数多く存在している。特に実戦では、味方の駒だけではなく敵の駒の配置も詰みの形に関係する場合が多い。
- ただしいずれの形も共通して、敵味方合計して2つ以上の駒が連携しており、逆に玉将に干渉する（利きや配置によって玉の移動を妨げる）駒が1つのみでは詰みが成立し得ない[注 1]。

## 将棋の「詰み」

### 「詰み」の基本
| 9 | 8 | 7 | 6 | 5  | 4 | 3 | 2 | 1 |    |
|   |   |   |   | 王 |   |   |   |   | 一 |
|   |   |   |   | 金 |   |   |   |   | 二 |
|   |   |   |   | 歩 |   |   |   |   | 三 |
|   |   |   |   |    |   |   |   |   | 四 |
|   |   |   |   |    |   |   |   |   | 五 |
|   |   |   |   |    |   |   |   |   | 六 |
|   |   |   |   |    |   |   |   |   | 七 |
|   |   |   |   |    |   |   |   |   | 八 |
|   |   |   |   |    |   |   |   |   | 九 |

立場を逆に考えた場合、次の3つの条件が全部そろった時が「詰まされた」状態である。
- 自分の手番である。
- 相手に王手されている。
- 合法手がない。つまり、反則にならずに次に動かせる（打てる）駒が一つもない。

図1は最も基本的な詰みの形で、「頭金（あたまきん）」と呼ばれている。この場合、玉は金の利きから逃れられず金を取るのが唯一の手だが、金の場所が歩の利きであるため合法手ではなくなっている。
詰みは玉将以外の全ての駒の組み合わせで行うことができる。後述の打ち歩詰めでなければ、最後に歩で詰めてもよい（突き歩詰め）。

### 「詰み」の例
図2から図7は、すべて後手玉が詰まされた局面（状況）である。これらはごく一部の例であり、他にも詰みの形は様々な物がある。
図2は香車を使った詰みの一例。
図3は桂馬を使った詰みの一例。
図4は3枚の駒が連携した詰みの一例。
図5は桂馬のみによる詰みの一例。
図6は有名な頓死（とんし）の詰みの一例。先手が5五にあった角を、3三に動かしたところ（飛車と馬の両王手で、序盤戦ながら後手玉が詰んでいる。）
図7は実戦での詰みの一例。敵味方の駒が複雑にからみあっているが、詰みとは無関係の駒も多く見られる。

### 「詰み」と類似している将棋用語
「即詰み」
王手、王手の連続で、すぐに詰んでしまう形（局面）を指す。「即詰みがある」「即詰み手順」「以下、即詰み」といった表現で使用されている。なお、棋書などでしばしば即詰みのことを詰みと呼ぶ、あるいは即詰みがあることを詰んでいると言うことがあるため、混同しないよう注意されたい。
「詰める」と「詰ます」
相手の玉を詰みの状態にもっていくことを、「詰める」あるいは「詰ます」と呼ぶ。現在では慣習上、どちらの言葉も広く使われている。
「詰めろ」
これは「詰み」とは意味が異なる将棋用語である。「詰めろ!」と命令しているのではなく、(ルール上不可能であるが)もし1手パスをすれば「即詰み」になる局面を指している。発音する時もアクセントを変えて、「詰める」の命令形と区別する場合が多い（詳細は必至を参照）。

### 特殊な「詰み」
打ち歩詰め（うちふづめ）
最後に持ち駒の歩を打って相手を詰ますこと。将棋では禁じ手とされており、打ち歩詰めを指した側の負けとなる。対して、最後の一手として盤上の歩を突いた場合（突き歩詰め）は反則ではない。
都詰め（みやこづめ）
5五の地点（将棋盤の中央）で王が詰んだ状態。右図の例では、後手玉が都詰めになっている。実戦ではあまり見られないが、詰将棋などでは有名な物もある。
雪隠詰め（せっちんづめ）
将棋盤の片隅（1一、9一、1九、9九）で玉が詰んだ状態。実戦でもよく現れる形であり、穴熊囲いなどが崩された場合こうなってしまうケースが多い。「雪隠（せっちん）」とは便所のことで、かつて便所は家の隅に配置されるのが慣習だった為。転じて「状況が行き詰ってどうにもならないさま」を指す言葉としても使われる。

### その他
- プロの公式戦においては、完全に詰むまで指すことは極めて稀であり、自玉が即詰みの筋に入っている場合や必至がかかっている場合など、ルール上は指し続けることができるものの、詰みが避けられないと判断した時点で投了するのが普通である。
- 最近では玉将だけでなく、大駒などの価値の高い駒が死ぬ（行き場を失う）ことも「詰む」ということがある（例：「飛車が詰む」など）。ただしこれは本来の用法ではなく、玉将以外の駒を詰ませたり取ったりしても当然その時点で勝ちになるわけではない。
- コンピュータ将棋の評価値の表現では、即詰みや必至等の理由で事実上勝敗が決している盤面を、絶対値「∞」か、表現できる最大値（例えば「9999」「99%」など）で評価するか、ソフトによっては「Mate:XX」（XXは完全に詰むまでの手数）という形式で表される。この「Mate:XX」の表示は、必ずしも即詰みや必至を表すとは限らない。

## チェスの「詰み」

### チェックメイトの基本
- チェスの詰みは、チェックメイト（Checkmate）またはメイト（mate）と呼ばれている[注 5]。
- チェックメイトの考え方は、将棋の「詰み」の概念と重なる部分が多い。

立場を逆に考えた場合、次の3つの条件が全部そろった時が「チェックメイトされた」状態である。
- 自分の手番である。
- 相手にチェックされている。
- 合法手がない。つまり、反則にならずに次に動かせる駒[注 6]が一つもない。

### チェックメイトの詳細

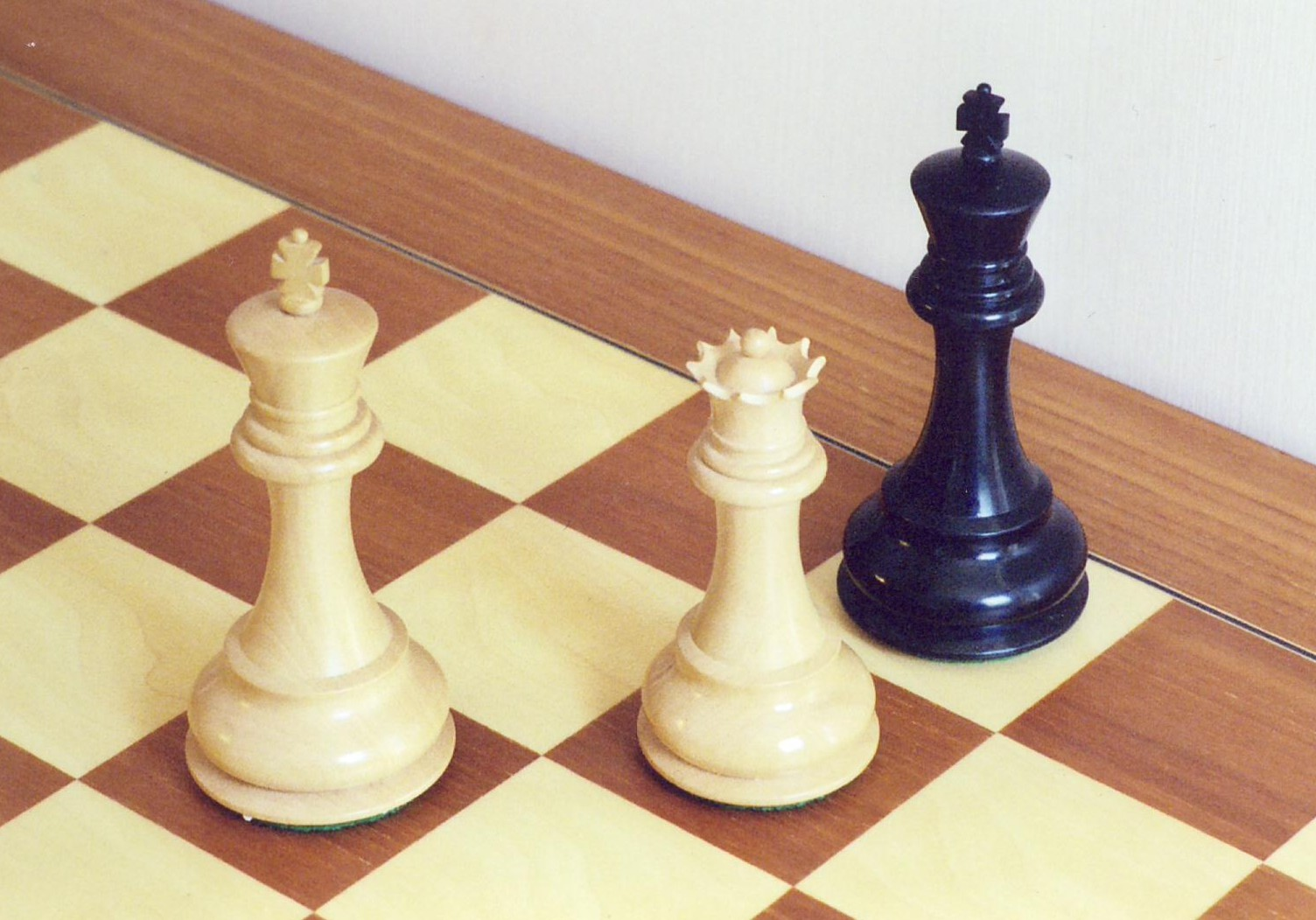
チェックメイトの一例 43.Qe7#

- チェックメイトの状態は、「mate」あるいは「#」（シャープ）で表現する。
  - 例：43.Qe7#（43手目に白がクイーンをe7に動かして、黒をチェックメイトした。）
- チェックメイトは（キング以外の）すべての駒で行う事ができる[注 7]。ポーンを動かしてチェックメイトにする事も、ルール上は全く問題ない。
- 将棋と同様、中級者・上級者同士の実戦（主に公式戦）では、チェックメイトまでゲームを続けるケースはほとんどない。適切な局面で、劣勢な側が自分からリザイン（投了）するのが一般的である。
- チェックメイトの語源は、ペルシア語の「Shah Mat」と言われている。意味は「待ち伏せにあった王、打ち負かされた王」。決して「死んだ王」という意味ではない[1]。

### チェックメイトの例
次のチェス図2～4は、すべて白に黒がチェックメイトされた局面。実戦のチェックメイトは、将棋同様に敵味方のピースやポーンが複雑にからみあうケースが多い。
チェス図2： クイーンとルークを使ったメイト
白のg7のクイーンがルークであっても、やはり黒はチェックメイトされている。
チェス図3： クイーンとポーンを使ったメイト
将棋の頭金（あたまきん）に似ており、俗に「頭クイーン」と呼ばれることもある。
チェス図4： 2つのビショップを使ったメイト
あまり実戦では見られないが、エンディングの基本形の一つである。
チェス図5： 実戦例1
実戦でのチェックメイト（白勝ち）
チェス図6： 実戦例2
実戦でのチェックメイト（黒勝ち）

### チェックメイトとステイルメイト
チェックメイトとは別の状況として、ステイルメイトと呼ばれる状況が発生する事がある。これは「自分の手番」で「合法手がない」が、相手に「チェックはされていない」状況である。これが発生してもゲームは終了となるが、今日のチェスにおいてはチェックメイトとは区別され、引き分けとして扱うことが多い。
チェスにおいてステイルメイトは非常に重要な概念となっており、どんなに戦力差が開いていても引き分けの結果に持ち込まれる可能性がある。
尚、ステイルメイトは将棋でも理論上は発生しうるが、公式戦ではステイルメイトに相当する規定はなく、慣習的に詰みと同様にステイルメイトによって合法手がなくなった側の負けとされている。

### 特殊なチェックメイト

#### スマザード・メイト
Smothered mate （窒息メイト）
自陣の駒と端に完全に囲まれたキングを、ナイト単独でチェックメイトにする形。

#### バックランク・メイト
Back rank mate
味方のポーン等が障害となり、自陣の最下部（白なら1ランク、黒なら8ランク）で詰まされる形。黒側の3つのポーンに注目して欲しい。実戦でも多く見られる形で、メイトする駒はルークかクイーンである。
（バックランクの定義については、「チェスボード内の名称」の図5を参照。）

#### エポレット・メイト
Epaulette mate （肩章メイト）
自陣の駒と端によって一方向にしか逃げ道がないキングを、ルークまたはクイーン単独でチェックメイトにする形。キングを囲う駒の形が、将校の肩章に似ている事から名付けられた。

#### その他の有名なメイト（すべて初期配置の、白の第一手からのゲーム）

##### フールズ・メイト
フールズ・メイト（Fool's mate）もしくは愚者のメイトとは、序盤から悪手を重ねて最短でチェックメイトに陥る手順を指す。
白のフールズ・メイト
白が最も早く詰む手順
1.f3?またはf4? e5 2.g4?? Qh4#
黒のフールズ・メイト
黒が最も早く詰む手順
1.e4 f6? 2.d4 g5?? 3.Qh5#

##### 学者メイト(Scholar's mate)
1.e4 e5 2.Qh5 Nc6 3.Bc4 Nf6?? Qxf7#

##### レ・ガルのメイト(Légal Trap)
レ・ガルが実際に行った手順
1.e4 e5 2. Nf3 Nc6 3. Bc4 d6 4. Nc3 Bg4?! 5.h3 Bh5? 6. Nxe5!! Bxd1?? 7. Bxf7+ Ke7 8. Nd5#

##### ボーデン・メイト(Boden's Mate)
ボーデンが実際に行った手順
1.e4 e5 2.Nf3 d6 3.c3 f5 4.Bc4 Nf6 5.d4 fxe4 6.dxe5 exf3 7.exf6 Qxf6 8.gxf3 Nc6 9.f4 Bd7 10.Be3 O-O-O 11.Nd2 Re8 12.Qf3 Bf5 13.O-O-O? d5! 14.Bxd5?? Qxc3+ 15.bxc3 Ba3#

## その他のチャトランガ系ゲームの「詰み」
- 中国・ベトナムの将棋（象棋、コートゥオン）の「詰み」 → シャンチーを参照。（シャンチーにおける詰みは「将死（ジャンスー）」と呼ばれる）
- 韓国・北朝鮮の将棋の「詰み」 →チャンギを参照。
- タイ・カンボジアの将棋の「詰み」 →マークルックを参照。（マークルックにおける詰みは「ジョン」と呼ばれる）
- ミャンマーの将棋の「詰み」 →シットゥインを参照。

## 比喩・例え
- 上述の状態から転義して、物事において立ち行かなくなった時やどうしようもなくなった時、あるいはなす術が無い状態を「詰み」または「詰んだ」と言う。

例：「テストで公式を忘れた。詰んだ！」、あるいはプレイ続行不能にも拘わらずゲームオーバーにならない為、ゲームオーバーよりさらに悪い状態になってしまったなど。